# 在藤泰秀
在藤 泰秀（ありふじ やすひで、1911年（明治44年）12月5日 - 1992年（平成4年）8月14日）は、愛知県出身の神霊研究者で、日本高次元研究会の創始者。

## 来歴
尾張国一の宮（現在は二の宮、時代により変わっている）である大縣神社の宮司の息子として誕生する。野口晴哉（明治44年 - 昭和51年）に弟子入りし、10年間通い整体を学ぶ。沖正弘（大正10年 - 昭和60年）が、ヨガを始める前に在藤泰秀を訪ねて、弟子入りを希望する。
晩年は日本高次元研究会を主催して、神・霊・幽を研究。研究結果を、日本サイ科学会に発表していた。
1992年、81歳で死去。在藤泰秀（限兒）の死去により日本高次元研究会は、解散した。

## 年表
- 1984年（昭和59年）7月9日　白山比咩神社参拝、以来例年、白山比咩神社参拝の日とする。
- 1986年（昭和61年）2月11日　「霊波センサー」出版記念会　東京半蔵門、東條会館で開催
- 1986年（昭和61年）6月30日　鞍馬山、鞍馬寺管長の御許しを得て、「魔王の碑」建立にとりかかる。
- 1986年（昭和61年）8月15日　松山研修会、松山道後温泉旅館で開催。以来、平成1年まで、全4回開催された。
- 1986年（昭和61年）11月21日　鞍馬山、「魔王の碑」除幕式　京都鞍馬山、魔王の滝の下で開催
- 1986年（昭和61年）11月30日　幣立宮参拝　熊本県阿蘇

## 著書
- 『過去・現在・未来が測定でわかる髙次元パターン読本』（現在絶版）昭和五十九年三月一日発行　在藤泰秀 監修　実藤遠 著
- 『霊波センサー』（現在絶版）たま出版 ISBN 4-88481-143-7
- 『二十一世紀の黎明を迎える認識と展望の記録』（現在絶版）昭和62年2月11日発行　在藤泰秀 著
- 『日本高次元研究会報告』（現在絶版）平成三年五月十五日発行　在藤泰秀 監修

### 参考にしていた書籍(一部)
- カタカムナ文献
  - 楢崎皐月
  - 「上古代学術文化の記録・古事記の解読法の前編 楢崎皐月述」昭和43年6月
- 神智学大要 全5巻 アーサー・E・パウエル編著 / 仲里誠桔訳 たま出版
  - 1巻総論＋エーテル体(1994/07) ISBN 978-4884810641
  - 2巻アストラル体(1981/01) ISBN 978-4884810719
  - 3巻メンタル体(1994/04) ISBN 978-4884810726
  - 4巻コーザル体(1983/01) ISBN 978-4884810733
  - 5巻太陽系(1983/01) ISBN 978-4884810740
  - 神智学
- 一霊四魂
- 大石凝真素美
  - 真素美の鏡
- テトラクティス (tetraktys)
  - ピタゴラスは，1+2+3+4個の順に並んだ点の三角形の配列をテトラクティスと呼んで，宇宙を表すとした。10は完全な数を表すとした。
- サイ神ペンダント 在藤泰秀が、啓示を受けて元型を作成した。その後も啓示を受け、1連から2連になり、3連になった。
- 霊波センサー、金センサー 在藤泰秀が、啓示を受けて元型を作成した。
- 命根石(イリジュウムヒスイ) 命根石自体に霊が宿ると考えられている。
  - 命根石物語(みょうごんせきものがたり) 宇佐美景堂 著
- パイウォーター